# Ökenbuskskvätta
Ökenbuskskvätta (Saxicola macrorhynchus) är en asiatisk fågel i familjen flugsnappare inom ordningen tättingar. Den förekommer numera troligen endast i nordvästra Indien. Arten är fåtalig och tros minska i antal, så pass att den anses vara utrotningshotad. IUCN kategoriserar den som sårbar.

## Utseende
Ökenbuskskvätta är en för släktet relativt stor och förhållandevis otecknad fågel. Hanar i häckningsdräkt är mörka ovan med svartaktig mask över ögonen, brett vitt ögonbrynsstreck och band utmed inre vingtäckarna samt mestadels vita täckare. Stjärten har mycket vitt. Honan saknar mörk mask och vitt på stjärten. Hona vitgumpad buskskvätta har kortare näbb, otydligare ögonbrynsstreck och smalare gulbruna kanter på stjärtfjädrarna. 

## Läten
Ökenbuskskvättans läten är dåligt kända. Sången beskrivs i engelsk litteratur som ett dämpat och musikaliskt "twitch-che chee chee" och lätet "chip chip".

## Utbredning och systematik
Ökenbuskskvättan är numera troligen endemisk för nordvästra Indien. Tidigare förekom den även i Afghanistan där den nu är utdöd, och detsamma gäller troligen Pakistan. Den var förr lokalt distribuerad men ibland vanlig eller till och med mycket vanlig. På senare tid har observationer mestadels gjorts i Tharöknen i Rajasthan och angränsande Gujarat, i Little Rann och Kutch, i grässlätterna Don i Kutch, Hissardistriktet i Haryana samt även i Maharashtra.

### Familjetillhörighet
Buskskvättorna ansågs fram tills nyligen liksom bland andra stenskvättor, stentrastar, rödstjärtar vara små trastar. DNA-studier visar dock att de är marklevande flugsnappare (Muscicapidae) och förs därför numera till den familjen.

## Ekologi
Fågeln bebor torra, sandiga halvöknar och ökenslätter med låg växtlighet och spridda buskage. I Pakistan återfanns den även i subtropiska buskmarker och möjligtvis i bevattnad jordbruksbygd och gräsmarker. De flesta observationer görs vintertid mellan november och mars. Sannolikt rör sig fåglarna till öknarna i centrala och västra Rajasthan för att häcka när monsunregn kommer i juni.

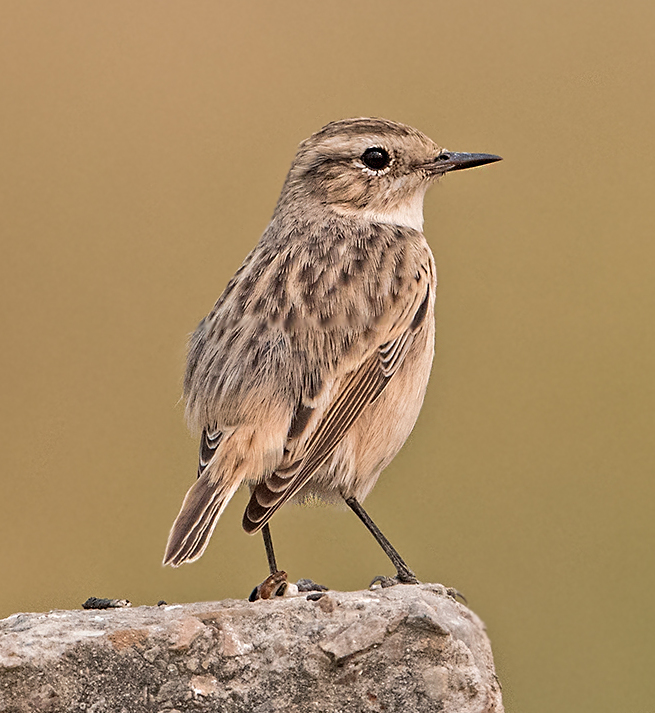

Ökenbuskskvätta lever huvudsakligen av insekter, framför allt skalbaggar, myror och flygande insekter. Den sitter ofta på en låg utkiksplats som toppen av en buske eller ett grässtrå, varifrån den flyger antingen ner till marken för att fånga bytet eller fånga det i luften. Olikt andra buskskvättor kan den tillbringa flera minuter på marken utan att återvända till sin sittplats.

## Status och hot
Världspopulationen uppskattas till mellan 3 500 och 15 000 individer. Trots att inte mycket information finns tillgänglig tros den minska i antal på grund av försämring av dess levnadsmiljö. Gräsmarkerna den lever i omvandlas till jordbruksmark och den tros också påverkas av de bekämpningsmedel som används vid bomullsodling. Även bygget av Rajasthan Canal antas drabba ökenbuskskvättan negativt. IUCN kategoriserar arten som sårbar.